# TweakNow WinSecret
TweakNow WinSecret — бесплатная утилита с закрытым исходным кодом, которая предназначена для тонкой настройки 32-битных операционных систем Windows XP/Vista/7.

## Описание
Утилита предоставляет пользователю простой инструмент для изменения настроек в операционной системе, включающая в себе большое количество полезных инструментов, которые без особых хлопот позволяют работать с системными параметрами, как со скрытыми, так и труднодоступными для пользователя, находящимися глубоко в системном реестре и не только.
Все параметры в интерфейсе пользователя разделены на категории, для удобства работы с твикером, в числе которых «Приложения», «Панель управления», «Рабочий стол», «Общие», «Сеть и Интернет», «OEM-информация», «Особые папки», «Меню Пуск», «Учётные записи», «Ядро Windows», «Windows Explorer», «Разное». В дополнительные категории включены две утилиты, первая работает с автозапуском Microsoft Windows, а другая с установленными приложениями в системе.
Все изменения, сделанные с помощью твикера, можно откатить в первоначальное состояние из созданной резервной копии, если работа программы приведёт к нежелательным последствиям.